# Квадратичне решето
Квадратичне решето (англ. quadratic sieve, QS) — алгоритм факторизації цілих чисел, на практиці найшвидший для чисел до 10100. Асипмтотично є другим за швидкістю після загального решета цифрового поля, і значно простіший за нього. Це метод факторизації загального призначення, тобто, час його виконання залежить лише від розміру цілого числа на вході, і не залежить від його вигляду (на відміну від спеціального решета числового поля). Метод винайшов математик Карл Померанц 1981 року як поліпшення лінійного решета Шроппеля.

## Вступ
Візьмемо, наприклад, число {\displaystyle 2419.} Це число складене і не ділиться на жодне з малих простих чисел. Але можна побачити, що це {\displaystyle 2500-81,} тобто {\displaystyle 2419=50^{2}-9^{2}.} Отже ми можемо розкласти {\displaystyle 2419} як різницю квадратів. Це є {\displaystyle (50-9)(50+9)} або {\displaystyle 41\times 59.} Кожне непарне складене число можна розкласти як різницю квадратів: 
{\displaystyle n=pq=\left({\frac {p+q}{2}}\right)^{2}-\left({\frac {p-q}{2}}\right)^{2}.}
Спробуймо знов з числом 1649. Воно також складене і не має малих простих дільників, менших ніж його логарифм. З 2419 ми взяли перший квадрат більший від нього, а саме {\displaystyle 50^{2}} і тоді зауважили, що {\displaystyle 50^{2}-2419=81,} що є квадратом. Можна подумати, що в пошуці квадратів можна пройти послідовність {\displaystyle x^{2}-n} з {\displaystyle x=\lceil n^{1/2}\rceil ,\lceil n^{1/2}\rceil +1,\dots .} Для {\displaystyle n=1649} маємо:
{\displaystyle 41^{2}-n=32,}
{\displaystyle 42^{2}-n=115,}

| {\displaystyle 43^{2}-n=200,} | \| \| \| \| \| \| \| \| | (1) |
|                               |                         |     |
|                               |                         |     |
{\displaystyle \vdots }
і не бачимо квадратів поміж перших результатів.
Попри цю невдачу, попередні три рівняння вже можна використати для розкладення {\displaystyle n.} Хоча ані 32, ані 200 не є квадратами, однак їхній добуток — квадрат, а саме {\displaystyle 80^{2}.} отже з того, що 
{\displaystyle 41^{2}\equiv 32{\pmod {n}},}
{\displaystyle 43^{2}\equiv 200{\pmod {n}},}
маємо {\displaystyle 41^{2}\times 43^{2}\equiv 80^{2}{\pmod {n}},} що рівнозначно

| {\displaystyle (41\times 43)^{2}\equiv 80^{2}{\pmod {n}}.} | \| \| \| \| \| \| \| \| | (2) |
|                                                            |                         |     |
|                                                            |                         |     |
Ми знайшли  розв'язок для {\displaystyle a^{2}\equiv b^{2}{\pmod {n}}.} Наскільки це цікаво? Звісно існує багато нецікавих пар {\displaystyle a^{2}\equiv b^{2}{\pmod {n}}.} А саме, якщо взяти будь-яке значення {\displaystyle a} і покласти {\displaystyle b=\pm a.} Але цей перелік не вичерпує всі розв'язки для цього рівняння, бо розкладення {\displaystyle n} як різницю квадратів дало б пару {\displaystyle a,b} з {\displaystyle b\not =\pm a.} Далі, будь-яка пара {\displaystyle a,b} з 

| {\displaystyle a^{2}\equiv b^{2}{\pmod {n}},b\not \equiv \pm a{\pmod {n}}} | \| \| \| \| \| \| \| \| | (3) |
|                                                                            |                         |     |
|                                                                            |                         |     |
має вести до нетривіального розкладу {\displaystyle n,} через {\displaystyle \gcd(a-b,n).} Справді, з 3 випливає, що {\displaystyle n} ділить {\displaystyle (a-b)(a+b),} але не ділить жоден з множників, отже {\displaystyle \gcd(a-b,n),\gcd(a+b,n)} мають бути нетривіальними дільниками {\displaystyle n.} НСД можна знайти через алгоритм Евкліда. Зрештою, якщо {\displaystyle n} має щонайменше два простих множники, тоді не менше половини розв'язків {\displaystyle a^{2}\equiv b^{2}{\pmod {n}}} з {\displaystyle ab} взаємно простим з {\displaystyle n} також задовольняють {\displaystyle b\not \equiv \pm a{\pmod {n}},} що і є 3.
| Доведення |
| --- |
| Для степені непарного простого {\displaystyle p^{u},} конгруентність {\displaystyle y^{2}\equiv 1{\pmod {p^{u}}}} має рівно 2 розв'язки, отже з того, що {\displaystyle n} ділимо не менш як двома різними непарними простими, конгруенція {\displaystyle y^{2}\equiv 1{\pmod {n}}} має щонайменше 4 розв'язки. Позначимо ці значення як {\displaystyle y_{1},y_{2},y_{3},\dots ,y_{s},} де {\displaystyle y_{1}=1,} {\displaystyle y_{2}=-1.} Тоді повний перелік пар квадратичних залишків {\displaystyle a,b} за модулем {\displaystyle n} взаємно простих з {\displaystyle n} і з {\displaystyle a^{2}\equiv b^{2}{\pmod {n}}} збігається з усіма парами {\displaystyle a,y_{i}a,} де {\displaystyle a} пробігає всі залишки, взаємно прості з {\displaystyle n,} a {\displaystyle i=1,\dots ,s.} Пари з {\displaystyle i=1,2} не задовольняють 3, тоді як інші так. З того, що {\displaystyle s\geq 4,} доведення завершене. |

## Ідея
В основі методу лежить така ідея. Припустимо {\displaystyle x} і {\displaystyle y} є цілими такими, що {\displaystyle x^{2}\equiv y^{2}{\pmod {n}},} але {\displaystyle x\not \equiv \pm y{\pmod {n}}}. Тоді {\displaystyle n} ділить {\displaystyle x^{2}-y^{2}=(x-y)(x+y),} але не ділить ані {\displaystyle (x-y),} ані {\displaystyle (x+y).} Звідси {\displaystyle \gcd(x-y,n)} має бути нетривіальним дільником {\displaystyle n.}
Припустимо, що маємо розкласти ціле {\displaystyle n}. Нехай {\displaystyle m=\lfloor {\sqrt {n}}\rfloor }. Розглянемо многочлен {\displaystyle q(x)=(x+m)^{2}-n}. Зауважимо, що 
{\displaystyle q(x)=x^{2}+2mx+m^{2}-n\approx x^{2}+2mx}
є малим порівняно з {\displaystyle n}, якщо абсолютне значення {\displaystyle x} мале. Алгоритм квадратичного решета обирає {\displaystyle a_{i}=(x+m)} і шукає серед чисел {\displaystyle b_{i}=(x+m)^{2}\ \ p_{t}}-гладкі. Зауважимо, що {\displaystyle a_{i}=(x+m)^{2}\equiv b_{i}{\pmod {n}},} звідси {\displaystyle n} є квадратичним залишком за модулем {\displaystyle p.} Отже фактор-база має складатися з простих чисел {\displaystyle p}, для яких символ Лежандра {\displaystyle \left({\frac {n}{p}}\right)=1.} Окрім цього, тому що {\displaystyle b_{i}} може бути від'ємним, {\displaystyle -1} також включаємо до фактор-бази.

### Перевірка гладкості просіюванням
Замість перевірки на гладкість перебором дільників застосовується ефективніша техніка відома як просіювання (англ. sieving). Спочатку звернемо увагу на те, що якщо {\displaystyle p} є непарним простим у фактор-базі і {\displaystyle p} ділить {\displaystyle q(x),} тоді {\displaystyle p} також ділить {\displaystyle q(x+lp)} для кожного цілого {\displaystyle l.}
{\displaystyle y(x)=x^{2}-n}
{\displaystyle y(x+kp)=(x+kp)^{2}-n}
{\displaystyle y(x+kp)=x^{2}+2xkp+(kp)^{2}-n}
{\displaystyle y(x+kp)=y(x)+2xkp+(kp)^{2}\equiv y(x){\pmod {p}}}
Отже шляхом розв'язання рівняння {\displaystyle q(x)\equiv 0{\pmod {p}}} для {\displaystyle x} (для цього існують дієві алгоритми, наприклад алгоритм Тоннелі—Шенкса), отримуємо одну або дві (залежно від кількості квадратичних лишків) послідовності значень {\displaystyle y}, для яких {\displaystyle p} ділить {\displaystyle q(y)}.
Для просіювання застосовується властивість логарифма: {\displaystyle \log(\prod _{1}^{n}p_{i})=\sum _{1}^{n}\log(p_{i}).\,}
Перебіг просіювання такий. Створюється масив {\displaystyle Q[x]}, де {\displaystyle x,-M\leq x\leq M,} і кожний елемент ініціалізується значенням {\displaystyle \log |q(x)|}. Нехай {\displaystyle x_{1},x_{2}} будуть розв'язками для {\displaystyle q(x)\equiv 0{\pmod {p}},} де {\displaystyle p} є непарним простим числом з фактор-бази. Тоді значення {\displaystyle \log p} віднімають від тих елементів {\displaystyle Q[x]}, для яких {\displaystyle x\equiv x_{1}} або {\displaystyle x_{2}{\pmod {p}},} і {\displaystyle -M\leq x\leq M}. Дія повторюється для кожного простого {\displaystyle p} у фактор-базі. (Випадки з {\displaystyle p=2} і степенями простих чисел можна обробити подібним чином.) Після просіювання елементи масиву {\displaystyle Q[x]} зі значеннями, близькими до {\displaystyle 0}, швидше за все відповідають {\displaystyle p_{t}}-гладким числам (треба брати до уваги похибки округлення), і це можна перевірити перебором дільників.

## Алгоритм
Вхід: ціле складене число {\displaystyle n}, яке не є степенем простого.
Вихід: нетривіальний дільник {\displaystyle d} для {\displaystyle n}.
1. Обираємо базу дільників {\displaystyle S=\{p_{1},p_{2},...,p_{t}\},} де {\displaystyle p_{1}=-1} і {\displaystyle p_{j}(j\geq 2)} є {\displaystyle (j-1)}-е просте {\displaystyle p} для якого {\displaystyle n} є квадратичним залишком за модулем {\displaystyle p}.
2. Обчислити {\displaystyle m=\lfloor {\sqrt {n}}\rfloor }.
3. Побудувати многочлен {\displaystyle q(x)=(x+m)^{2}-n} й обчислити значення {\displaystyle \log |q(x)|} для x {\displaystyle -M\leq x\leq M}. Просіяти побудований масив елементами факторної бази pi (та їх невеликими степенями).
4. Серед близьких до нуля залишків у просіяному масиві знайти {\displaystyle t+1} гладких чисел {\displaystyle b_{i}}:
Встановити {\displaystyle i\gets 1}. Поки {\displaystyle i\leq t+1} робити наступне:
  1. Обчислити {\displaystyle b=q(x)=(x+m)^{2}-n,} і перевірити послідовним діленням на елементи з {\displaystyle S} чи є {\displaystyle b\ p_{t}}-гладким. Якщо ні, обираємо новий {\displaystyle x} і повторюємо.
  2. Якщо {\displaystyle b} є {\displaystyle p_{t}}-гладким, скажімо {\displaystyle b=\prod _{j=1}^{t}p_{i}^{e_{ij}},} тоді покласти {\displaystyle a_{i}\gets (x+m),b_{i}\gets b,v_{i}=(v_{i1},v_{i2},\dots ,v_{it})}, де {\displaystyle v_{ij}=e_{ij}\mod 2} для {\displaystyle 1\leq j\leq t.}
  3. {\displaystyle i\gets i+1.}
5. Серед векторів vi над полем Z2 знайти нетривіальну лінійну комбінацію, яка дорівнює нульовому вектору, тобто, непорожню підмножину {\displaystyle T\subseteq {1,2,\dots ,t+1}} таку, що {\displaystyle \sum _{i\in T}v_{i}=0}. Коефіцієнти такої лінійної комбінації можна знайти шляхом розв'язання системи лінійних рівнянь.
6. Обчислити {\displaystyle x=\prod _{i\in T}{a_{i}\mod n}.}
7. Для кожного {\displaystyle j,1\leq j\leq t,} обчислити {\displaystyle l_{j}=(\sum _{i\in T}e_{ij})/2}.
8. Обчислити {\displaystyle y=\prod _{j=1}^{t}p_{j}^{l_{j}}\mod n.}
9. Якщо {\displaystyle x\equiv \pm y{\pmod {n}},} тоді знайти іншу непорожню підмножину {\displaystyle T\subseteq \{1,2,\dots ,t+1\}} таких, що {\displaystyle \sum _{i\in T}v_{i}=0,} і перейти до етапу 5. (У малоймовірному випадку, якщо підмножина {\displaystyle T} не існує, замінити декілька з двійок {\displaystyle (a_{i},b_{i})} новими парами (етап 3), і перейти на етап 4.
10. Обчислити {\displaystyle d=\gcd(x-y,n)} і повернути {\displaystyle d}.

## Приклад роботи
Алгоритм квадратичного решета для находження нетривіального дільника для {\displaystyle n=24961.}
1. Обираємо фактор-базу {\displaystyle S=\{-1,2,3,5,13,23\}} розміру {\displaystyle t=6.} {\displaystyle (7,11,17} і {\displaystyle 19} опущені з {\displaystyle S,} бо для цих простих {\displaystyle ({\frac {n}{p}})=-1.})
2. Обчислити {\displaystyle m=\lfloor {\sqrt {2}}4961\rfloor =157}.
3. Далі йдуть дані зібрані для перших {\displaystyle t+1} значень {\displaystyle x,} для яких {\displaystyle q(x)} є 23-гладкими.

| {\displaystyle i} | {\displaystyle x} | {\displaystyle q(x)} | факторизація {\displaystyle q(x)}           | {\displaystyle a_{i}} | {\displaystyle b_{i}} |
| ----------------- | ----------------- | -------------------- | ------------------------------------------- | --------------------- | --------------------- |
| 1                 | 0                 | −312                 | {\displaystyle -2^{3}\times 3\times 13}     | 157                   | (1, 1, 1, 0, 1, 0)    |
| 2                 | 1                 | 3                    | {\displaystyle 3}                           | 158                   | (0, 0, 1, 0, 0, 0)    |
| 3                 | −1                | −625                 | {\displaystyle -5^{4}}                      | 156                   | (1, 0, 0, 0, 0, 0)    |
| 4                 | 2                 | 320                  | {\displaystyle 2^{6}\times 5}               | 159                   | (0, 0, 0, 1, 0, 0)    |
| 5                 | −2                | −936                 | {\displaystyle -2^{3}\times 3^{2}\times 13} | 155                   | (1, 1, 0, 0, 1, 0)    |
| 6                 | 4                 | 960                  | {\displaystyle 2^{6}\times 3\times 5}       | 161                   | (0, 0, 1, 1, 0, 0)    |
| 7                 | −6                | −2160                | {\displaystyle -2^{4}\times 3^{3}\times 5}  | 151                   | (1, 0, 1, 1, 0, 0)    |

1. Візьмемо {\displaystyle T=\{1,2,5\}.}[2] Маємо {\displaystyle v_{1}+v_{2}+v_{5}=0.}
2. Обчислимо {\displaystyle x=(a_{1}a_{2}a_{5}\mod n)=936.}
3. Обчислимо {\displaystyle l_{1}=1,l_{2}=3,l_{3}=2,l_{4}=0,l_{5}=1,l_{6}=0.}
4. Обчислимо {\displaystyle y=-23\times 32\times 13\mod n=24025.}
5. Через те, що {\displaystyle 936\equiv -24025{\pmod {n}},} потрібно взяти наступну лінійну залежність.
6. У випадку {\displaystyle T=\{2,4,6\},} отримуємо такий самий вислід.
7. Наступна {\displaystyle T=\{3,6,7\},v_{3}+v_{6}+v_{7}=0.}
8. Обчислимо {\displaystyle x=(a_{3}a_{6}a_{7}\mod n)=23405.}
9. Обчислимо {\displaystyle l_{1}=1,l_{2}=5,l_{3}=2,l_{4}=3,l_{5}=0,l_{6}=0.}
10. Обчислимо {\displaystyle y=(-25\times 32\times 53\mod n)=13922.}
11. Тепер, {\displaystyle 23405\not \equiv \pm 13922{\pmod {n}},} отже обчислимо {\displaystyle \gcd(x-y,n)=\gcd(9483,24961)=109.} Звідки, маємо два нетривіальних дільники для {\displaystyle 24961} — {\displaystyle 109} і {\displaystyle 229.}